# Чемпионат Европы по самбо 1999
XVIII Чемпионат Европы по самбо 1999 года прошёл с 29 апреля по 2 мая в Софии (Болгария). В соревнованиях приняли участие представители 16 стран.

## Медалисты

### Мужчины
| Весовая категория | Золото                      | Серебро                        | Бронза                                                     |
| ----------------- | --------------------------- | ------------------------------ | ---------------------------------------------------------- |
| до 52 кг          | Руслан Кишмахов · Россия    | Ильхам Мамедов · Азербайджан   | Николай Цыпандин · Беларусь Ерванд Григорян · Армения      |
| до 57 кг          | Алексей Смирнов · Россия    | Вячеслав Стоянов · Болгария    | Сергей Тулупов · Беларусь Овик Манукян · Армения           |
| до 62 кг          | Ваган Ходжоян · Армения     | Антон Федорин · Эстония        | Дмитрий Базылев · Беларусь Мамука Курдгелашвили · Грузия   |
| до 68 кг          | Михаил Мартынов · Россия    | Иван Нетов · Болгария          | Виктор Савинов · Украина Арчил Чохели · Грузия             |
| до 74 кг          | Георгий Георгиев · Болгария | Иван Михайлович · СР Югославия | Николоз Библашвили · Грузия Роман Болотский · Россия       |
| до 82 кг          | Руслан Задворный · Украина  | Александр Коновалов · Россия   | Римас Робертас · Литва Алихан Андрианов · Болгария         |
| до 90 кг          | Вано Гамхиташвили · Грузия  | Александр Петух · Беларусь     | Мовлуд Миралиев · Азербайджан Владимир Кротов · Россия     |
| до 100 кг         | Леонид Свирид · Беларусь    | Цветко Цветков · Болгария      | Ростислав Борисенко · Украина Иосиф Ахалбедашвили · Грузия |
| свыше 100 кг      | Георгий Тонков · Болгария   | Андрей Орловский · Беларусь    | Юрий Меерович · Украина Давид Багаури · Россия             |

#### Командный зачёт
1. Россия;
2. Болгария;
3. Беларусь;
4. Грузия;
5. Украина;
6. Армения;
7. Азербайджан;
8. СР Югославия;
9. Эстония;
10. Литва;
11. Испания;
12. Молдова;
13. Латвия.

### Женщины
| Весовая категория | Золото                         | Серебро                     | Бронза                                                       |
| ----------------- | ------------------------------ | --------------------------- | ------------------------------------------------------------ |
| до 48 кг          | Оксана Фалеева · Россия        | Алёна Кумечко · Украина     | Элина Волк-Карачевская · Беларусь Инна Милева · Болгария     |
| до 52 кг          | Гохар Геворкян · Армения       | Оксана Пилипчук · Украина   | Драган Миленкович · СР Югославия Виктория Прилепова · Россия |
| до 56 кг          | Кристина Назарян · Армения     | Ивана Ремицкая · Украина    | Леон Руиз · Испания Радмила Курвич · СР Югославия            |
| до 60 кг          | Людмила Кристя · Молдова       | Марина Декевич · Беларусь   | Людмила Матиевская · Украина Ульяна Сельница · Болгария      |
| до 64 кг          | Ирина Афонина · Россия         | Анна Репида · Молдова       | Светлана Ладкова · Беларусь Мила Маркова · Болгария          |
| до 68 кг          | Елена Котельникова · Россия    | Елизавета Толева · Болгария | Виталия Врублевская · Украина                                |
| до 72 кг          | Елена Гусева · Россия          | Марина Митева · Болгария    | Лариса Гарагулина · Украина Лаура Ругинскайте · Литва        |
| до 80 кг          | Светлана Лисянская · Украина   | Мина Отман · Болгария       | Оксана Рибоколинте · Литва Ольга Шуклина · Россия            |
| свыше 80 кг       | Вероника Козловская · Беларусь | Цветана Асенова · Болгария  | Ольга Николайчук · Украина Ольга Кучина · Россия             |

#### Командный зачёт
1. Россия;
2. Украина;
3. Болгария;
4. Беларусь;
5. Армения;
6. Молдова;
7. Литва;
8. СР Югославия;
9. Испания;
10. Великобритания.